# Алессандро Парізі
Алессандро Парізі (італ. Alessandro Parisi, нар. 15 квітня 1977, Палермо) — колишній італійський футболіст, захисник.
Насамперед відомий виступами за «Мессіну» та «Барі», а також національну збірну Італії.

## Клубна кар'єра
У дорослому футболі дебютував 1995 року виступами за «Палермо», проте заграти в складі рідної команди не зумів і перебрався в «Трапані», де також не став основним гравцем і повернувся назад в «Палермо».
Влітку 1998 року перейшов у «Реджяну», де провів два сезони, після чого підписав контракт з «Трієстиною», у складі якої за три сезони піднявся з Серії С2 до Серії В.
Своєю грою привернув увагу представників тренерського штабу «Мессіни», до складу якої приєднався влітку 2003 року, і в першому ж сезоні допоміг їй вперше з 1965 року вийти в Серію А, де і дебютував 2004 року. Відіграв за команду з Мессіни наступні п'ять сезонів своєї ігрової кар'єри і залишився в команді навіть після вильоту з еліти. Більшість часу, проведеного у складі «Мессіни», був основним гравцем захисту команди і лише після того, як у 2008 році команда була виключена зі складу професійних клубів, покинув «Мессіну».
Протягом 2008–2011 років захищав кольори команди клубу «Барі» і також у першому сезоні допоміг «півням» вийти до Серії А.
Завершив професійну ігрову кар'єру у «Торіно», за який виступав протягом сезону 2011–12 років.

## Виступи за збірну
17 листопада 2004 року провів свій єдиний матч у складі національної збірної Італії, яким стала товариська гра проти збірної Фінляндії. 

## Статистика виступів

### Статистика клубних виступів
| Сезон                 | Команда               | Чемпіонат             | Чемпіонат | Чемпіонат | Кубок | Кубок | Кубок | Єврокубки | Єврокубки | Єврокубки | Усього | Усього |
| Сезон                 | Команда               | Ліга                  | Ігор      | Голів     | Ліга  | Ігор  | Голів | Ліга      | Ігор      | Голів     | Ігор   | Голів  |
| --------------------- | --------------------- | --------------------- | --------- | --------- | ----- | ----- | ----- | --------- | --------- | --------- | ------ | ------ |
| 1995-96               | «Палермо»             | B                     | 1         | 0         | КІ    | 0     | 0     | —         | —         | —         | 1      | 0      |
| 1996-97               | «Трапані»             | C1                    | 12        | 1         | КІ    | 0     | 0     | —         | —         | —         | 12     | 1      |
| 1997-98               | «Палермо»             | C1                    | 10        | 0         | КІ    | 1     | 0     | —         | —         | —         | 11     | 0      |
| Усього за «Палермо»   | Усього за «Палермо»   | Усього за «Палермо»   | 11        | 0         |       | 1     | 0     |           | —         | —         | 12     | 0      |
| 1998-99               | «Реджяна»             | B                     | 18        | 0         | КІ    | 0     | 0     | —         | —         | —         | 18     | 0      |
| 1999-00               | «Реджяна»             | C1                    | 29        | 3         | КІ    | 0     | 0     | —         | —         | —         | 29     | 3      |
| Усього за «Реджяну»   | Усього за «Реджяну»   | Усього за «Реджяну»   | 47        | 3         |       | 0     | 0     |           | —         | —         | 47     | 3      |
| 2000-01               | «Трієстіна»           | C2                    | 27        | 3         | КІ    | 1     | 0     | —         | —         | —         | 28     | 3      |
| 2001-02               | «Трієстіна»           | C1                    | 30        | 6         | КІ    | 2     | 0     | —         | —         | —         | 32     | 6      |
| 2002-03               | «Трієстіна»           | B                     | 32        | 5         | КІ    | 1     | 0     | —         | —         | —         | 33     | 5      |
| Усього за «Трієстіну» | Усього за «Трієстіну» | Усього за «Трієстіну» | 89        | 14        |       | 4     | 0     |           | —         | —         | 93     | 14     |
| 2003-04               | «Мессіна»             | B                     | 41        | 14        | КІ    | 1     | 0     | —         | —         | —         | 42     | 14     |
| 2004-05               | «Мессіна»             | A                     | 27        | 6         | КІ    | 2     | 0     | —         | —         | —         | 29     | 6      |
| 2005-06               | «Мессіна»             | A                     | 11        | 0         | КІ    | 0     | 0     | —         | —         | —         | 11     | 0      |
| 2006-07               | «Мессіна»             | A                     | 30        | 2         | КІ    | 2     | 0     | —         | —         | —         | 32     | 2      |
| 2007-08               | «Мессіна»             | B                     | 33        | 3         | КІ    | 1     | 0     | —         | —         | —         | 34     | 3      |
| Усього за «Мессіну»   | Усього за «Мессіну»   | Усього за «Мессіну»   | 142       | 25        |       | 6     | 0     |           | —         | —         | 148    | 25     |
| 2008-09               | «Барі»                | B                     | 27        | 3         | КІ    | 1     | 0     | —         | —         | —         | 28     | 3      |
| 2009-10               | «Барі»                | A                     | 15        | 0         | КІ    | 1     | 0     | —         | —         | —         | 16     | 0      |
| 2010-11               | «Барі»                | A                     | 27        | 2         | КІ    | 0     | 0     | —         | —         | —         | 27     | 2      |
| Усього за «Барі»      | Усього за «Барі»      | Усього за «Барі»      | 69        | 5         |       | 2     | 0     |           | —         | —         | 71     | 5      |
| 2011-12               | «Торіно»              | B                     | 33        | 1         | КІ    | 1     | 0     | —         | —         | —         | 34     | 1      |
| Усього за кар'єру     | Усього за кар'єру     | Усього за кар'єру     | 403       | 49        |       | 14    | 0     |           |           |           | 417    | 49     |

### Статистика виступів за збірну
| Дата       | Місто   | Господарі | Результат | Гості     | Турнір           | Голи | Примітки |
| ---------- | ------- | --------- | --------- | --------- | ---------------- | ---- | -------- |
| 17/11/2004 | Мессіна | Італія    | 1 – 0     | Фінляндія | товариський матч | -    |          |
| Усього     |         | Матчів    | 1         |           | Голів            | -    |          |